# Marilyn Waring

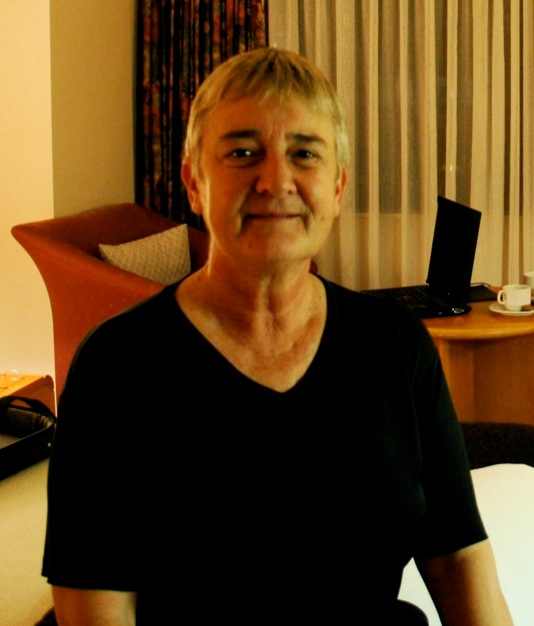
Marilyn Waring in 2007.

Marilyn Joy Waring, CNZM, D. Phil., D.Litt. (Ngaruawahia, 7 oktober 1952) is een Nieuw-Zeelandse feministe, politica en activist voor vrouwenrechten en milieukwesties, bekend om haar bijdragen aan de feministische economie.
Waring was lid van het parlement in Nieuw-Zeeland in de periode 1975-1984. Haar boek If Women Counted (1988) wordt beschouwd als een klassieker van feministische economie.
Zij is gepromoveerd in de politieke economie en sinds 2006 als hoogleraar in het openbaar bestuur verbonden aan de Auckland University of Technology.

## Werken
- Women, Politics, and Power: Essays, Unwin Paperbacks-Port Nicholson Press (1984). ISBN 0-86861-562-5
- If Women Counted: A New Feminist Economics, Harper & Row (1988), enkele keren heruitgegeven door Macmillan en University of Toronto Press  onder de originele titel en als Counting for Nothing door Allen & Unwin
- Three Masquerades: Essays on Equality, Work and Hu(man) Rights, Auckland: Auckland University Press with Bridget Williams Books (1996) ISBN 0-8020-8076-6. Three Masquerades bevat referenties naar Waring's werk in het parlement. Het boek beschrijft ook haar ervaring met landbouw en met ontwikkelingswerk, waar ze over zegt dat ze op dagelijkse basis werd geconfronteerd met het buiten beschouwing houden van het onbetaalde werk van vrouwen in beleidsvorming.
- In the Lifetime of a Goat: Writings 1984–2000, Bridget Williams Books (April, 2004) ISBN 1-877242-09-8
- 1 Way 2 C the World: Writings 1984–2006, University of Toronto Press (2011)